# Monodelphis reigi
Monodelphis reigi é uma espécie de marsupial da família Didelphidae. Pode ser encontrada na Venezuela e na Guiana. Foi nominada em homenagem ao pesquisador argentino Osvald Reig.